# Narail (Distrikt)

Lage in Bangladesch

Narail (Bengalisch: নড়াইল জেলা, Naṛāil jelā) ist ein Verwaltungsdistrikt im zentralen Südwesten Bangladeschs. Der Distrikt liegt innerhalb der übergeordneten Verwaltungseinheit Khulna.
Der 990,23 km² große Distrikt grenzt im Norden an den Distrikt  Magura, im Osten an die Distrikte Faridpur und Gopalganj, im Süden an Khulna und im Westen an den Distrikt Jashore.
Die größten Flüsse sind der Madhumati, Nabaganga, Bhairab, Chitra und Kajla.
Der 1984 geschaffene Distrikt Narail ist unterteilt in die drei Upazilas Narail  Sadar, Kalia und Lohagara. Innerhalb dieser Verwaltungsunterteilung gibt es 37 Union Parishads (Dorfräte), 649 Dörfer und zwei Stadtverwaltungen.
In der Distriktshauptstadt Narail leben ca. 40.000 Einwohner.